# Орден Мухаммеда Алі
Королівський орден Мухаммеда Алі — колишня найвища військова (нині династична) нагорода Єгипту.

## Історія
Орден було започатковано єгипетським султаном Хусейном Камілем 14 квітня 1915. Існував як державна нагорода до падіння султанату й утворення Арабської Республіки Єгипет 18 червня 1953 року.
Орден мав три класи та дві медалі (срібну й золоту).